# Ashchyköl
Ashchyköl är en saltsjö i Kazakstan.   Den ligger i oblystet Qaraghandy, i den centrala delen av landet, 400 km sydväst om huvudstaden Astana. Arean är 18,4 kvadratkilometer.